# 因萊特海灘 (佛羅里達州)
因萊特海灘（英語：Inlet Beach）是位於美國佛羅里達州沃爾頓縣的一個非建制地區。該地的面積和人口皆未知。

## 地理
因萊特海灘的座標為30°16′37″N 86°00′29″W / 30.27694°N 86.00806°W，而該地的平均海拔高度為9米（即30英尺）。